# Constantino Ponce de la Fuente
Constantino Ponce de la Fuente (eigentlich Constantino de la Fuente, * 1502 in San Clemente (Cuenca); †  1559 in Sevilla) war ein spanischer Theologe, Prediger und Katechet. Ihm wurde von der Inquisition Luthertum zur Last gelegt. Der Nachname Ponce wurde von dem Inquisitionshistoriker Juan Antonio Llorente in seiner Historia crítica de la Inquisición en Espana 1822 fälschlicherweise hinzugefügt.

## Leben und Werk
Constantino Ponce de la Fuente studierte von 1524 bis 1534 in Alcalá und in Sevilla. Ab 1534 wirkte er als Prediger an der Kathedrale von Sevilla. Ab 1548 wirkte er als Kaplan am Hof Karls V., mit dem er nach Flandern und Deutschland reiste. 1550 kehre er nach Sevilla zurück und wurde dort 1556 Domkapitular. 1558 wurde Constantino Ponce de la Fuente unter dem Vorwurf, Lutheraner zu sein, in Inquisitionshaft genommen. Er starb 1559 kurz nach seiner Einlieferung ins Gefängnis. Nach Beendigung seines Prozesses grub man seine sterblichen Überreste aus und verbrannte sie 1560 in einem posthumen Autodafé.